# Kankalaba (département)
Pour la localité, voir Kankalaba.
Kankalaba est un département et une commune rurale de la province de Léraba, situé dans la région des Cascades au Burkina Faso. 
En 2006, elle comptait 9 668 habitants.
En 2019, le dernier recensement général comptabilisait 12 592 habitants. 

## Villages
Le département et la commune rurale de Kankalaba comprend 8 villages, dont le chef-lieu (données de population du recensement de 2006) :
- Bougoula (2 129 habitants)
- Dagban (1 724 habitants)
- Dionso (700 habitants)
- Fassaladougou (162 habitants)
- Kaniagara (996 habitants)
- Kankalaba (1 467 habitants), chef-lieu
- Kolasso (1 386 habitants)
- Niantono (1 104 habitants)